# Kanál (televize)
Televizní kanál je rozsah frekvencí používaných pro vysílání kompletního televizního signálu. Při pozemním vysílání televize má kanál podle použité normy šířku 5-14 MHz, proto se pro šíření televize používají rádiové vlny o frekvencích nad 40 MHz v pásmech VHF a UHF. V případě analogového vysílání umožňuje jeden kanál přenos jednoho televizního programu, při digitálním vysílání se díky účinné kompresi dat přenáší v jednom kanálu celý televizní multiplex, který obsahuje několik televizních a rozhlasových programů.

## Kanály v pásmu VHF
Stálé vysílání televize začínalo ve většině zemí v pásmu VHF na kmitočtech 40 až 230 MHz. Přesné frekvence a šířky kanálů se lišily v různých oblastech světa a někdy i v různých státech, jak to dokumentuje následující obrázek. Kmitočty byly rozděleny na následující pásma:
- I. TV pásmo 47-68 MHz
- II. TV pásmo 76-100 MHz
- III. TV pásmo 174-230 MHz

Mapa televizních kanálů v pásmu VHF (nyní již nepoužívaném).

S přechodem na digitální vysílání se vysílání televize v pásmu VHF ukončuje. Většina digitálních tunerů je schopna přijímat pouze vysílání v pásmu III – od 174 do 230 MHz, které je však rezervováno pro vysílání digitálního rozhlasu – Digital Audio Broadcasting (DAB).

## Kanály v pásmu UHF
Vzhledem k pozdějšímu začátku využívání pásma UHF se více uplatnila standardizace, díky níž se v celé Evropě, Africe, na Středním východě a v Číně používají kanály s odstupem 8 MHz rozdělené do dvou pásem:
- IV. TV pásmo 470-582 MHz
- V. TV pásmo 582-958 MHz

U DVB-T a DVB-T2 se zpravidla udává střední kmitočet kanálu, např. 474 MHz pro kanál 21. Sloupce „Nosná frekvence obrazu“ a „Nosná frekvence zvuku“ platí pro analogové vysílání podle norem CCIR-G a CCIR-H (postupně ukončované v různých státech od roku 2007). V systém CCIR-K, který se používal ve většině zemí východního bloku včetně Československa a v České republice do vypnutí analogového vysílání v roce 2011, byly nosné frekvence zvuku o 1 MHz vyšší, než jsou uvedeny v tabulce. Tytéž kmitočty se používají nebo používaly i v Číně, kde však mají kanály čísla o 8 nižší.
S rozvojem mobilních telefonie se kanály od nejvyšších postupně uvolňují pro mobilní telefony. Televizní kanály 71-81 byly uvolněny pro GSM (používaly se pouze v Itálii); 61-70 pro Long Term Evolution (LTE); po přechodu na DVB-T2 se používají pouze kanály 21-48; kanály 49-60 budou použity pro sítě 5G. Uvolňování části pásma používaného pro pozemní vysílání televize pro mobilní sítě se nazývá digitální dividenda.
| Kanál | Rozsah MHz | Nosná frekvence obrazu MHz | Nosná frekvence zvuku MHz |
| ----- | ---------- | -------------------------- | ------------------------- |
| 21    | 470-478    | 471.25                     | 476.75                    |
| 22    | 478-486    | 479.25                     | 484.75                    |
| 23    | 486-494    | 487.25                     | 492.75                    |
| 24    | 494-502    | 495.25                     | 500.75                    |
| 25    | 502-510    | 503.25                     | 508.75                    |
| 26    | 510-518    | 511.25                     | 516.75                    |
| 27    | 518-526    | 519.25                     | 524.75                    |
| 28    | 526-534    | 527.25                     | 532.75                    |
| 29    | 534-542    | 535.25                     | 540.75                    |
| 30    | 542-550    | 543.25                     | 548.75                    |
| 31    | 550-558    | 551.25                     | 556.75                    |
| 32    | 558-566    | 559.25                     | 564.75                    |
| 33    | 566-574    | 567.25                     | 572.75                    |
| 34    | 574-582    | 575.25                     | 580.75                    |
| 35    | 582-590    | 583.25                     | 588.75                    |
| 36    | 590-598    | 591.25                     | 596.75                    |
| 37    | 598-606    | 599.25                     | 604.75                    |
| 38    | 606-614    | 607.25                     | 612.75                    |
| 39    | 614-622    | 615.25                     | 620.75                    |
| 40    | 622-630    | 623.25                     | 628.75                    |
| 41    | 630-638    | 631.25                     | 636.75                    |
| 42    | 638-646    | 639.25                     | 644.75                    |
| 43    | 646-654    | 647.25                     | 652.75                    |
| 44    | 654-662    | 655.25                     | 660.75                    |
| 45    | 662-670    | 663.25                     | 668.75                    |
| 46    | 670-678    | 671.25                     | 676.75                    |
| 47    | 678-686    | 679.25                     | 684.75                    |
| 48    | 686-694    | 687.25                     | 692.75                    |
| 49    | 694-702    | 695.25                     | 700.75                    |
| 50    | 702-710    | 703.25                     | 708.75                    |
| 51    | 710-718    | 711.25                     | 716.75                    |
| 52    | 718-726    | 719.25                     | 724.75                    |
| 53    | 726-734    | 727.25                     | 732.75                    |
| 54    | 734-742    | 735.25                     | 740.75                    |
| 55    | 742-750    | 743.25                     | 748.75                    |
| 56    | 750-758    | 751.25                     | 756.75                    |
| 57    | 758-766    | 759.25                     | 764.75                    |
| 58    | 766-774    | 767.25                     | 772.75                    |
| 59    | 774-782    | 775.25                     | 780.75                    |
| 60    | 782-790    | 783.25                     | 788.75                    |
| 61    | 790-798    | 791.25                     | 796.75                    |
| 62    | 798-806    | 799.25                     | 804.75                    |
| 63    | 806-814    | 807.25                     | 812.75                    |
| 64    | 814-822    | 815.25                     | 820.75                    |
| 65    | 822-830    | 823.25                     | 828.75                    |
| 66    | 830-838    | 831.25                     | 836.75                    |
| 67    | 838-846    | 839.25                     | 844.75                    |
| 68    | 846-854    | 847.25                     | 852.75                    |
| 69    | 854-862    | 855.25                     | 860.75                    |
| 70    | 862-870    | 863.25                     | 868.75                    |
| 71    | 870-878    | 871.25                     | 876.75                    |
| 72    | 878-886    | 879.25                     | 884.75                    |
| 73    | 886-894    | 887.25                     | 892.75                    |
| 74    | 894-902    | 895.25                     | 900.75                    |
| 75    | 902-910    | 903.25                     | 908.75                    |
| 76    | 910-918    | 911.25                     | 916.75                    |
| 77    | 918-926    | 919.25                     | 924.75                    |
| 78    | 926-934    | 927.25                     | 932.75                    |
| 79    | 934-942    | 935.25                     | 940.75                    |
| 80    | 942-950    | 943.25                     | 948.75                    |
| 81    | 950-958    | 951.25                     | 956.75                    |

- Poznámka: Kanály 21-25 měly před rokem 1961 čísla 14-18.[6]

V Severní a Jižní Americe, Japonsku a některých dalších asijských státech je pásmo od 470 MHz rozděleno na kanály s odstupem 6 MHz, v Austrálii je pásmo od 526 MHz rozděleno na kanály s odstupem 7 MHz číslované od 28.